# Kloster La Charmoye
Das Kloster La Charmoye (Charmeia) ist eine ehemalige Zisterzienserabtei in der Gemeinde Montmort-Lucy im Département Marne, Region Grand Est, in Frankreich. Es liegt rund 18 Kilometer südöstlich von Épernay im Wald von Charmoye (Forêt de la Charmoye).

## Geschichte
Das Kloster wurde 1167 von Graf Heinrich I. von Champagne gestiftet und mit Mönchen aus dem Kloster Vauclair besetzt. Damit war es ein Tochterkloster der Primarabtei Clairvaux. Das Kloster fiel später in Kommende. Bis 1636 wurde die Kirche erneuert. Um 1750 zählte es nur noch fünf Mönche. Zwischen 1740 und 1760 wurde ein neues Abtshaus errichtet. 1790 wurden die Gebäude verkauft. Kirche und Kreuzgang waren noch erhalten; die Kirche wurde im 19. Jahrhundert abgebrochen. Der Altar kam in die Kirche Notre-Dame in Épernay. 

## Bauten und Anlage
Neben dem Abtshaus haben sich ein Taubenhaus und verschiedene, zur Abtei gehörende landwirtschaftliche Gebäude in der Umgebung erhalten.